# Nemes István (labdarúgó, 1905)
Nemes István, Michalovszky (1905. – 1966.) válogatott labdarúgó, csatár, jobbszélső. A sportsajtóban Nemes II néven volt ismert.

## Pályafutása

### Klubcsapatban
A Törekvés labdarúgója volt. Gyors, bátor, gólveszélyes szélső volt.

### A válogatottban
1932-ben egy alkalommal szerepelt a magyar labdarúgó-válogatottban. Többszörös amatőr válogatott volt.

## Statisztika

### Mérkőzése a válogatottban
| Magyarország | Magyarország         | Magyarország              | Magyarország | Magyarország | Magyarország  | Magyarország | Magyarország | Magyarország |
| #            | Dátum                | Helyszín                  | Hazai        | Eredmény     | Vendég        | Kiírás       | Gólok        | Esemény      |
| ------------ | -------------------- | ------------------------- | ------------ | ------------ | ------------- | ------------ | ------------ | ------------ |
| 1.           | 1932. szeptember 18. | Budapest, Üllői úti pálya | Magyarország | 2 – 1        | Csehszlovákia | Európa-kupa  | -            |              |
|              | Összesen             |                           |              | 1            | mérkőzés      |              | 0            | gól          |